# Aenictus longi
Aenictus longi é uma espécie de formiga do gênero Aenictus.